# Кляйн-Норденде
Кляйн-Норденде (нім. Klein Nordende) — громада в Німеччині, розташована в землі Шлезвіг-Гольштейн. Входить до складу району Піннеберг. Складова частина об'єднання громад Ельмсгорн-Ланд.
Площа — 10,79 км2. Населення становить 3393 ос. (станом на 31 грудня 2020).

## Галерея

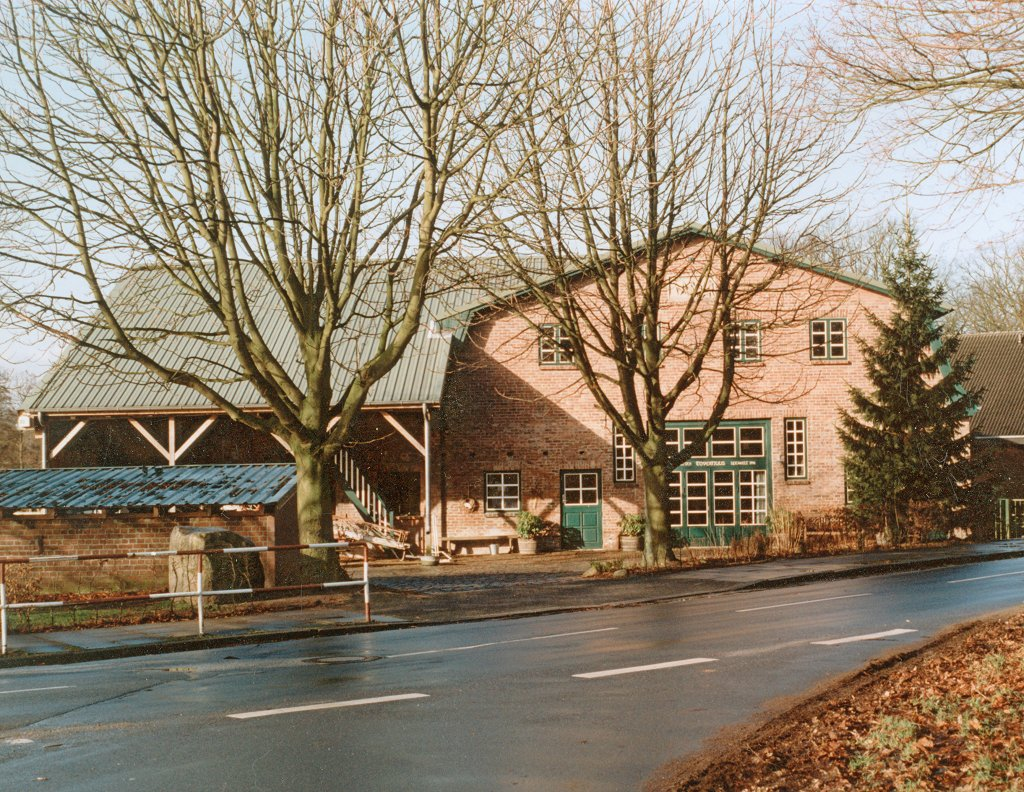